# Abies fargesii
Abies fargesii é uma espécie de conífera da família Pinaceae.
Apenas pode ser encontrada na China.